# Crepidacantha
Crepidacantha är ett släkte av mossdjur. Crepidacantha ingår i familjen Crepidacanthidae.
Crepidacantha är enda släktet i familjen Crepidacanthidae.
Kladogram enligt Catalogue of Life:
| Crepidacantha | \| \| Crepidacantha anakenensis \| \| \| \| \| \| Crepidacantha bracebridgei \| \| \| \| \| \| Crepidacantha carsioseta \| \| \| \| \| \| Crepidacantha craticula \| \| \| \| \| \| Crepidacantha crinispina \| \| \| \| \| \| Crepidacantha grandis \| \| \| \| \| \| Crepidacantha kirkpatricki \| \| \| \| \| \| Crepidacantha longiseta \| \| \| \| \| \| Crepidacantha parvipora \| \| \| \| \| \| Crepidacantha poissonii \| \| \| \| \| \| Crepidacantha setigera \| \| \| \| \| \| Crepidacantha solea \| \| \| \| \| \| Crepidacantha teres \| \| \| \| \| \| Crepidacantha zelanica \| \| \| \| |
|               | \| \| Crepidacantha anakenensis \| \| \| \| \| \| Crepidacantha bracebridgei \| \| \| \| \| \| Crepidacantha carsioseta \| \| \| \| \| \| Crepidacantha craticula \| \| \| \| \| \| Crepidacantha crinispina \| \| \| \| \| \| Crepidacantha grandis \| \| \| \| \| \| Crepidacantha kirkpatricki \| \| \| \| \| \| Crepidacantha longiseta \| \| \| \| \| \| Crepidacantha parvipora \| \| \| \| \| \| Crepidacantha poissonii \| \| \| \| \| \| Crepidacantha setigera \| \| \| \| \| \| Crepidacantha solea \| \| \| \| \| \| Crepidacantha teres \| \| \| \| \| \| Crepidacantha zelanica \| \| \| \| |
|               | Crepidacantha anakenensis |
|               | |
|               | Crepidacantha bracebridgei |
|               | |
|               | Crepidacantha carsioseta |
|               | |
|               | Crepidacantha craticula |
|               | |
|               | Crepidacantha crinispina |
|               | |
|               | Crepidacantha grandis |
|               | |
|               | Crepidacantha kirkpatricki |
|               | |
|               | Crepidacantha longiseta |
|               | |
|               | Crepidacantha parvipora |
|               | |
|               | Crepidacantha poissonii |
|               | |
|               | Crepidacantha setigera |
|               | |
|               | Crepidacantha solea |
|               | |
|               | Crepidacantha teres |
|               | |
|               | Crepidacantha zelanica |
|               | |